# Aethalura obscuraria
Aethalura obscuraria là một loài bướm đêm trong họ Geometridae.